# Merven Clair
Pour les articles homonymes, voir Clair.
Merven Clair,  né à Rodrigues le 2 juillet 1993, est un boxeur mauricien. 

## Carrière
Il a participé aux Jeux du Commonwealth de 2014 dans la catégorie des poids mi-moyens où il a été éliminé au premier tour, par le Kenyan Rayton Okwiri. Il a  également participé aux Jeux olympiques d'été de 2016 dans l'épreuve masculine de poids moyen, au cours de laquelle il a été éliminé au premier tour cette fois par Hosam Bakr Abdin. Sa carrière amateur est principalement marquée par une médaille d'or remportée aux Jeux africains de Rabat en 2019 dans la catégorie des poids welters.
Il est médaillé d'argent dans la catégorie des moins de 71 kg aux Championnats d'Afrique de boxe amateur 2022 à Maputo et médaillé de bronze dans la même catégorie aux championnats d'Afrique de boxe amateur 2023 à Yaoundé.

## Palmarès

### Jeux africains
- Médaille d'or en -69 kg en 2019 à Rabat, Maroc

### Championnats d'Afrique de boxe amateur
- Médaille d'argent dans la catégorie des moins de 69 kg aux Championnats d'Afrique de boxe amateur 2017 à Brazzaville
- Médaille d'argent dans la catégorie des moins de 71 kg aux Championnats d'Afrique de boxe amateur 2022 à Maputo
- Médaille de bronze dans la catégorie des moins de 71 kg aux Championnats d'Afrique de boxe amateur 2023 à Yaoundé

### Jeux des îles de l'océan Indien
- Médaille d'or en -75 kg en 2015, à Saint-Pierre (La Réunion), France
- Médaille d'or en -69 kg en 2019, à Maurice